# 福井県道189号青野鯖江線
福井県道189号青野鯖江線（ふくいけんどう189ごう あおのさばえせん）は福井県丹生郡越前町と同県鯖江市を結ぶ一般県道である。別名、「吉川橋通り」。

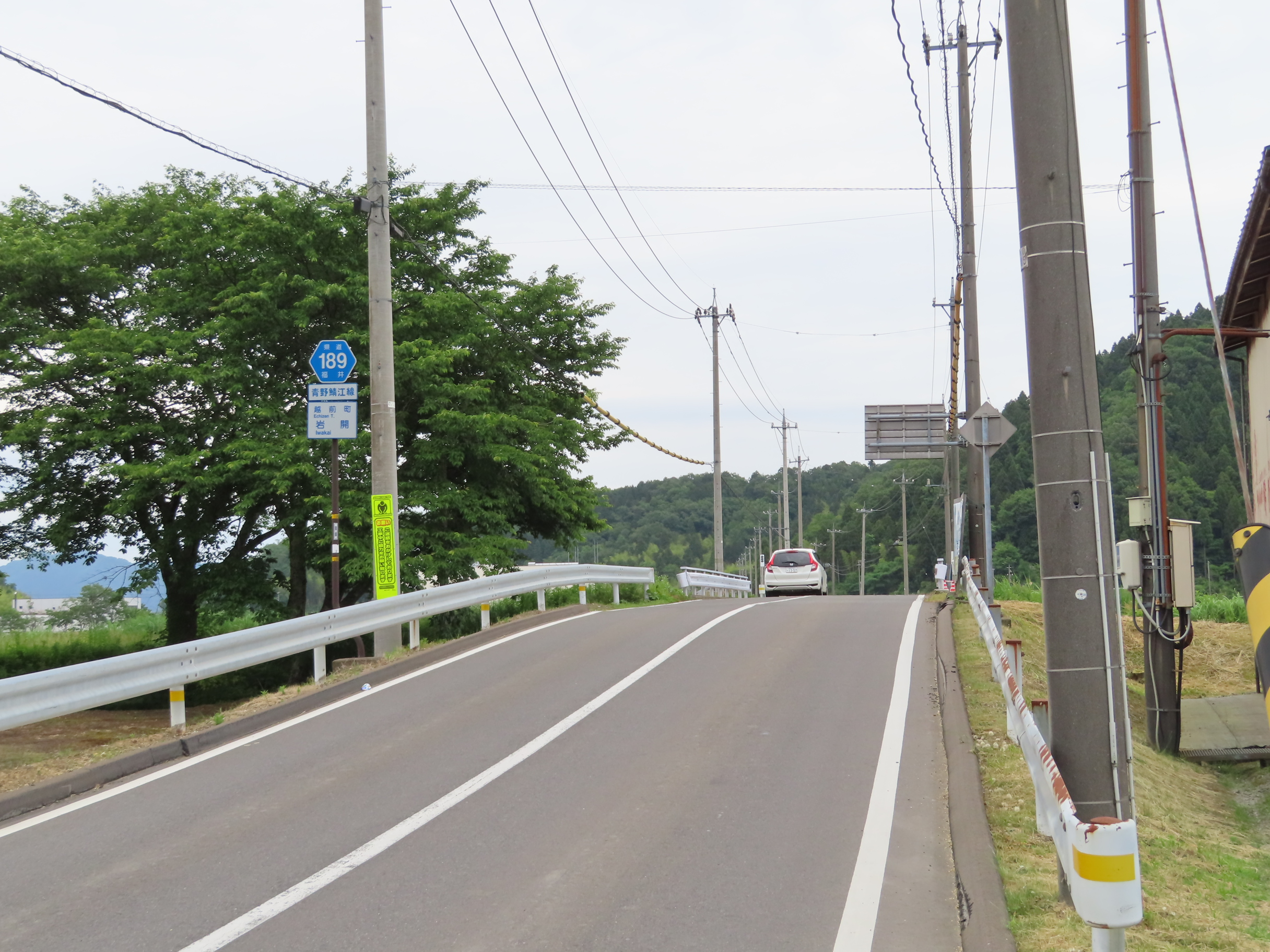
越前町岩開（2023年5月）

## 路線概要
越前町と鯖江市を結ぶ役割を担う県道である。越前町の中でも鯖江市に近い旧朝日町域と接続しており、この地方の住民が鯖江市に向かう際に重宝される路線である。嶺北中央部を網の目状に走る県道であり、この地方の交通を包括的に担っているともいえる。また国道8号と並行する国道417号との連絡路としても利用される用途の多い県道といえるだろう。

### 路線データ
- 起点：福井県丹生郡越前町金谷
- 終点：同県鯖江市下河端町

## 通過する自治体
- 福井県
  - 丹生郡越前町 - 鯖江市

## 道路状況
ほぼ全線片側1車線の確保された県道らしい県道である。途中2箇所ほど案内無しの右左折があるので通行の際注意が必要だが、比較的分かりやすいルーティングなので特に問題にはならないだろう。また交通量もそれ程多くなく渋滞が起きるほどの混雑はほとんど起きないため、越前町から鯖江市に向かう場合、非常に有効な路線である。

## 接続路線
- 国道417号（越前町青野、起点）
- 福井県道187号寺朝日線（越前町岩開・岩開交差点）
- 福井県道28号福井朝日武生線（旧丹南広域農道）（鯖江市持明寺町）
- 福井県道188号石田家久停車場線（鯖江市大倉町）
- 国道417号（福井県道229号福井鯖江線重複）（鯖江市北野町）
- 国道8号（鯖江市下河端町・鯖江警察署前交差点、終点）

## 沿線周辺
- 福井鉄道福武線　水落駅
- 西山公園
- 越前町立福井総合植物園プラントピア朝日

## 別名
- 吉川橋通り（鯖江市）